# 십육분음표

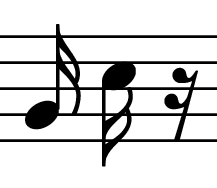
십육분음표와 십육분쉼표

십육분음표(문화어: 십륙분소리표; 영어: sixteenth note, semiquaver)는 음표 가운데 하나로, 기둥과 두 개의 꼬리가 달린 검은색 타원형이고, 온음표의 16분의 일에 해당한다.

## 같이 보기
- 악상 기호